# 菲利普斯 (內布拉斯加州)
菲利普斯（英語：Phillips）是位於美國內布拉斯加州漢密爾頓縣的村。

## 人口
根據2020年美國人口普查的數據，菲利普斯的面積為0.76平方千米，皆為陸地。當地共有人口320人，而人口密度為每平方千米421人。